# Katja Nick
Katja Nick (* 31. Januar 1918 als Käthe Denicke; † 12. März 2006 in Berlin) war eine deutsche Vortragskünstlerin.

## Leben
Denicke, die sich schon in jungen Jahren den Namen Katja Nick (oder Kati Nick) gab, wurde durch ihr Talent, fehlerfrei rückwärts sprechen und singen zu können bekannt. Schon in der Schulzeit waren ihre Talente gefördert worden, später trat sie im Auftrag des Reichspropagandaministers Joseph Goebbels an der Front in Norwegen auf. Die ehemalige Vorzimmerfrau des Reichsaußenministers Joachim von Ribbentrop und ehemalige Angestellte im Auswärtigen Amt wurde durch ihre Talente in weltweiten Fernsehshows bekannt. Neben deutschen Liedern beherrschte sie auch acht Fremdsprachen, die sie ebenfalls rückwärts sprach. Neben Auftritten in Deutschland bei Peter Frankenfeld und Wim Thoelke wurde sie auch in der Late Show with David Letterman in den USA sowie in Taiwan, Japan und Frankreich bekannt.
Noch mit über Achtzig trat sie auf Bühnen und im Fernsehen auf. So gewann sie im Januar 2000 zweimal den „Raab der Woche“ bei TV total.